# 삿포로 예술의 숲

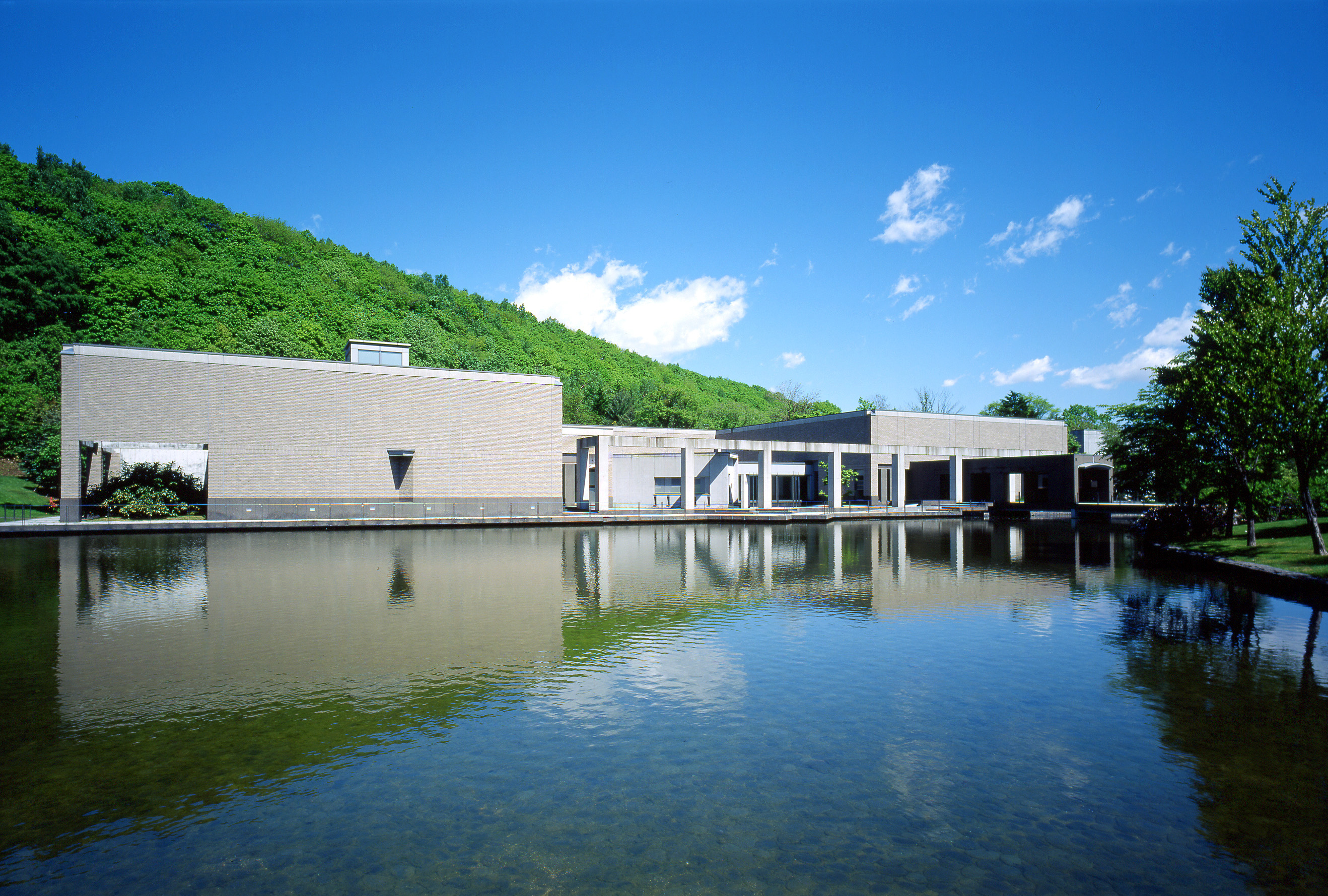
삿포로 예술의 숲 미술관

삿포로 예술의 숲(일본어: 札幌芸術の森 삿포로게이쥬쓰노모리[*])은 홋카이도 삿포로시에 있는 공원으로, 예술 관련 시설들이 많이 있다. 삿포로 예술 문화 재단이 운영하고있다. 삿포로 예술의 숲 미술관 등 여러 미술관, 공예 박물관, 아틀리에 등 교육 시설, 아트홀, 야외 무대 등의 시설이 모여 있다. 근처에는 삿포로 시립 대학 예술의 숲 캠퍼스가 위치하고 있다.